# 오타고역
오타고역(일본어: 大田郷駅)은 일본 이바라키현 지쿠세이시에 위치한 간토 철도 조소 선의 철도역이다. 상대식 승강장 2면 2선의 구조를 갖춘 지상역이다.

## 타는 곳
| 1 | ■ 조소 선 | 하행 | 시모다테 방면                     |
| 2 | ■ 조소 선 | 상행 | 미쓰카이도 · 모리야 · 도리데 방면 |

## 이용 현황
| 연도   | 1일 평균 승차 인원 |
| ------ | ------------------ |
| 1998년 | 242                |
| 1999년 | 230                |
| 2000년 | 212                |
| 2001년 | 214                |
| 2002년 | 201                |
| 2003년 | 208                |
| 2004년 | 215                |
| 2005년 | 209                |
| 2006년 | 201                |
| 2007년 | 186                |
| 2008년 | 193                |
| 2009년 | 135                |
| 2010년 | 178                |
| 2011년 | 146                |
| 2012년 | 161                |
| 2013년 | 166                |
| 2014년 | 161                |

## 역 주변
- 조요 제과
- 이바라키 현립 시모다테 공업 고등학교

## 인접 역
| 간토 철도 ■ 조소 선 | 간토 철도 ■ 조소 선 | 간토 철도 ■ 조소 선    |
| ------------------- | ------------------- | ---------------------- |
| 구로고 도리데 방면  | 보통                | 시모다테 시모다테 방면 |